# Casa Pădurii din Pădurea Potelu
Casa Pădurii din Pădurea Potelu este o arie protejată de interes național ce corespunde categoriei a IV-a IUCN (rezervație naturală de tip forestier) situată în județul Olt, pe teritoriul administrativ al comunei Ianca.

## Localizare
Rezervația naturală cu o suprafață de 1.50 hectare se află în Lunca Dunării, în extremitatea sud-vestică a județului Olt la limita teritorială cu județul Dolj, în partea sudică a satului Potelu, în apropierea drumului național DN54A care leagă orașul Dăbuleni de Corabia.

## Descriere
Rezervația naturală a fost declarată arie protejată prin Legea Nr.5 din 6 martie 2000 (privind aprobarea Planului de amenajare a teritoriului nașional - Secțiunea a III-a - zone protejate) și reprezintă o zonă împădurită din Lunca Potelu (Lunca Dunării) cu scop de protecție pentru câteva exemplare de stejar (Quercus robur) secular (cu vârste de peste 400 de ani) ce vegetează în asociere cu specii arboricole de salcâm și plop. 

## Floră și faună

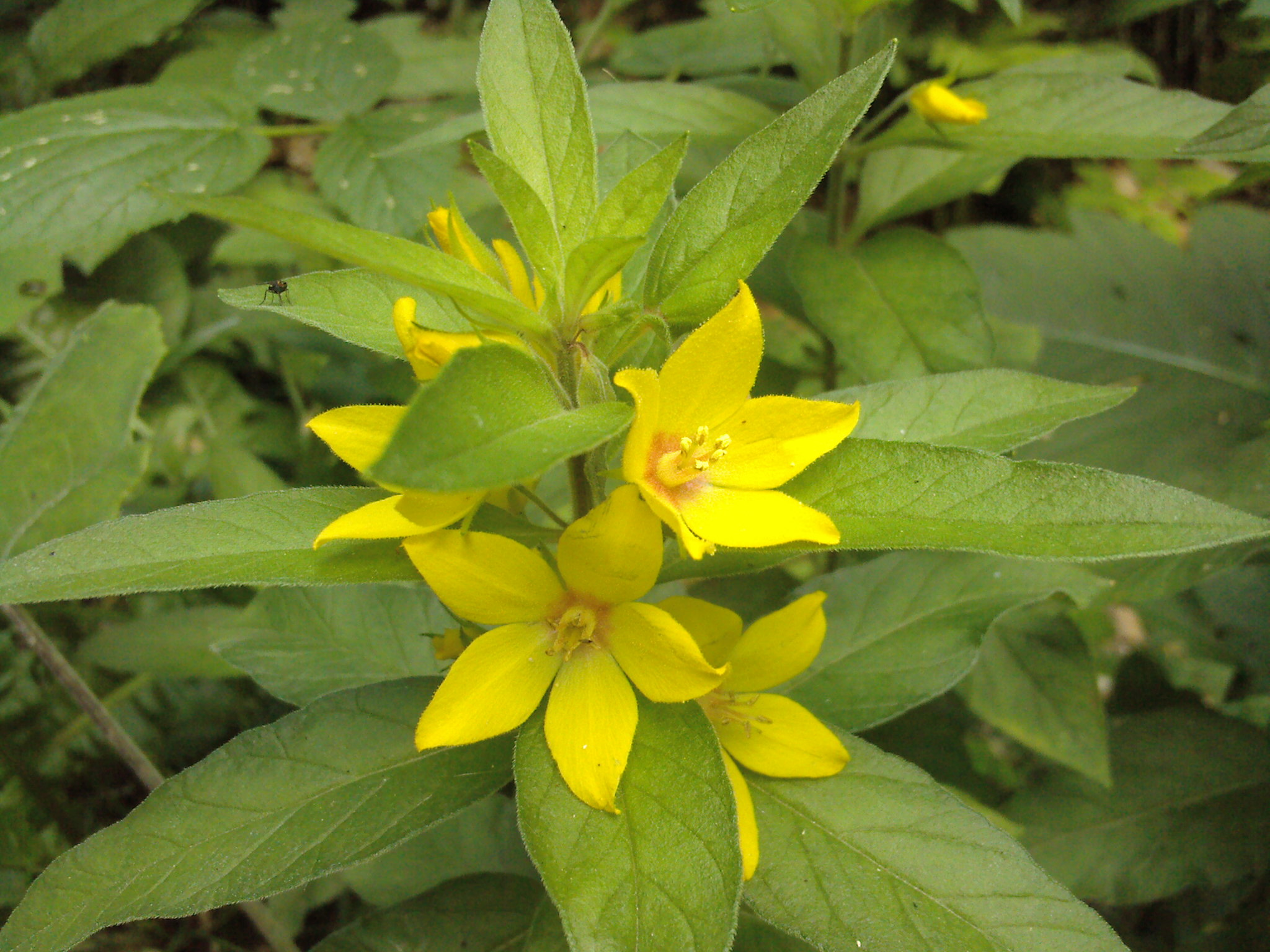
Gălbinele (Lysimachia punctata)

Flora de la nivelul ierburilor este una variată și constituită din specii vegetale de: obsigă (Bromus ramosus), mărgică (Melica uniflora), păștiță (Anemone nemorosa), brebenei (Corydalis bulbosa), untișor (Ranunculus ficaria), plămânărică (Pulmonaria officinalis), cerențel (Geum urbanum), piperul-ursului (Asarum europaeum), gălbinele (Lysimachia punctata), sparanghel sălbatic (Asparagus tenuifolius), precum și din mai multe specii de rogozuri.
Fauna este reprezentată de mamifere cu specii de: șacal galben (Canis aureus) , iepure de câmp, (Lepus europaeus), bizam (Ondatra zibethicus) sau șoareci de câmp; păsări cu specii de: ghionoaie verde (Picus viridis), uliu-păsărar (Accipiter nisus), vânturel roșu (Falco tinnunculus), sticlete (Carduelis carduelis), presură galbenă (Emberiza citrinella), mierlă (Turdus merula), cinteză (Frinfgilla coelebs), cuc (Cuculus canorus), șorecar comun (Buteo buteo) sau privighetoare (Luscinia megarhynchos). 